# Trot Lovers
Trot Lovers (en hangul, 트로트의 연인) también conocida como Lovers of Music, es una serie de televisión surcoreana emitida en 2014 y protagonizada por Jung Eun Ji, Ji Hyun-woo, Shin Sung-rok y Lee Se Young.
Fue transmitida por KBS 2TV desde el 23 de junio hasta el 12 de agosto de 2014, finalizando con una longitud de 16 episodios, al aire las noches de los días lunes y martes a las 21:55 (KST). Narra el viaje de una chica que desea convertirse en una cantante de género Trot, con la ayuda de un productor y compositor de música que detesta ese género.

## Reparto

### Principal
- Jung Eun Ji como Choi Choon Hee.
- Ji Hyun-woo como Jang Joon-hyun.
- Shin Sung-rok como Jo Geun Woo.
- Lee Se Young como Park Soo In.

### Secundario
- Son Ho Jun como Seol Tae Song.
- Shin Bora como Na Pil Nyeo.
- Lee Yi Kyung como Shin Hyo Yeol.
- Kang Nam Gil como Choi Myung Sik.
- Yoo Eun Mi como Choi Byul.
- Yoon Joo Sang como Jo Hee Moon'.
- Kim Hye Ri como Yang Joo Hee.
- Kim Yeo Jin como Bang Ji Sook.
- Jang Won Young como Lee Chul Man.
- Yoon Bong Gil como Lee Yoo Sik.
- Park Hyuk Kwon como Gerente Wang.
- Jo Deok Hyun como Kim Woo Gab.
- Kim Tae Gyum como Líder de grupo Na.
- Kim Bup-rae como CEO Han.

### Otros
- Lee Yeon Kyung como Oh Sung Joo.
- Ji Soo Won como Hwa Soon.
- Hong Kyung Min como Presentador de Survival Song (ep 5).
- Kim Hyun Chul como Presentador de programa musical (ep 1).
- Yoon Gun como Jurado de audición (ep 2-3).
- Kim In Seok como Artista de Survival Classic (ep 5).
- Lee Eun Ha como Anunciante de Survival Classic (ep 6).
- Nam Kyung Eup como Go Eun Tae.
- E-Young como Presentadora de Music Tank (ep 10).
- Ka Eun como Presentadora de Music Tank (ep 10).
- Min Hyun como Presentador de Music Tank (ep 10).
- Im So Yeon como Dj de la Radio.
- Lee Chae Mi (ep 12).
- Jeon Joon Hyuk (ep 12).

## Recepción

### Audiencia
En Azul la audiencia más baja y en rojo la más alta, correspondientes a las empresas medidoras TNms y AGB Nielsen.
| Ep. #    | Fecha original de emisión | Share        | Share        | Share       | Share       |
| Ep. #    | Fecha original de emisión | TNmS Ratings | TNmS Ratings | AGB Nielsen | AGB Nielsen |
| Ep. #    | Fecha original de emisión | Nacional     | Seúl         | Nacional    | Seúl        |
| -------- | ------------------------- | ------------ | ------------ | ----------- | ----------- |
| 1        | 23 de junio de 2014       | 4.8 %        | 5.3 %        | 5.8 %       | 6.3 %       |
| 2        | 24 de junio de 2014       | 4.3 %        | 4.7 %        | 5.4 %       | 5.7 %       |
| 3        | 30 de junio de 2014       | 6.0 %        | 6.2 %        | 6.1 %       | 6.7 %       |
| 4        | 1 de julio de 2014        | 5.4 %        | 5.7 %        | 6.1 %       | 6.5 %       |
| 5        | 7 de julio de 2014        | 6.6 %        | 7.5 %        | 6.5 %       | 6.9 %       |
| 6        | 8 de julio de 2014        | 7.2 %        | 8.0 %        | 7.2 %       | 7.4 %       |
| 7        | 14 de julio de 2014       | 7.5 %        | 8.5 %        | 8.3 %       | 8.5 %       |
| 8        | 15 de julio de 2014       | 8.3 %        | 9.3 %        | 8.5 %       | 9.0 %       |
| 9        | 21 de julio de 2014       | 8.3 %        | 9.6 %        | 8.4 %       | 9.0 %       |
| 10       | 22 de julio de 2014       | 7.8 %        | 8.4 %        | 7.6 %       | 7.8 %       |
| 11       | 28 de julio de 2014       | 7.1 %        | 8.1 %        | 7.5 %       | 8.2 %       |
| 12       | 29 de julio de 2014       | 7.4 %        | 8.3 %        | 8.2 %       | 8.7 %       |
| 13       | 4 de agosto de 2014       | 7.8 %        | 8.8 %        | 9.1 %       | 9.9 %       |
| 14       | 5 de agosto de 2014       | 9.6 %        | 10.1 %       | 9.2 %       | 10.0 %      |
| 15       | 11 de agosto de 2014      | 8.4 %        | 9.2 %        | 7.3 %       | 7.9 %       |
| 16       | 12 de agosto de 2014      | 8.6 %        | 9.7 %        | 8.9 %       | 9.6 %       |
| Promedio | Promedio                  | 7.2 %        | 8.0 %        | 7.5 %       | 8.0 %       |

## Banda sonora
1. Crayon Pop - «Hey Mister».
2. Beige - «Be Opposite».
3. Kim Na Young (Feat. Lee Eun Ha) - «Like That Time When I Sent Yo With Smile».
4. GB9 - «Remember Me».
5. Shin Sung Rok - «Boiling».
6. Ji Hyun-woo - «All Day».
7. Jung Eun Ji - «With You».

## Emisión internacional
- Hong Kong: Now 101 (27 de junio hasta el 15 de agosto de 2015).